# Diàspora romanesa
La diàspora romanesa és la població ètnicament romanesa fora de Romania i Moldàvia. El concepte no sol incloure els romanesos ètnics que viuen com a nadius en estats propers, principalment els romanesos que viuen a Ucraïna i Sèrbia. Per tant, es calcula que el nombre de romanesos a l'estranger és d'aproximadament 4-12 milions de persones, depenent de la definició del terme "romanès", així com de la inclusió, respectivament, de l'exclusió de romanesos ètnics que viuen en països propers on són indígenes. La definició de "qui és romanès?" pot anar des de rigoroses estimacions conservadores basades en autoidentificació i estadístiques oficials fins a estimacions que incloguin persones d'ascendència romanesa nascudes als seus respectius països, així com persones nascudes de diverses minories ètniques de Romania.
El 2006, la diàspora romanesa es calculava en uns 8 milions de persones per aleshores president de Romania, Traian Băsescu, la majoria d'ells vivint a l'antiga URSS, Europa occidental (esp. Itàlia, Espanya, Alemanya, Regne Unit i França), Amèrica del Nord (Canadà i Estats Units), Amèrica del Sud i Austràlia. Tot i això, no és clar si Băsescu incloïa els romanesos indígenes que vivien a l'entorn immediat de l'estat romanès com els de Moldàvia, Ucraïna o Sèrbia.
El desembre de 2013, Cristian David, el ministre del Departament de Romanians de tot arreu, va declarar que una nova realitat il·lustra que entre 6 i 8 milions de romanesos viuen fora de les fronteres de Romania. Això inclou de 2 a 3 milions de romanesos indígenes que viuen en estats veïns com Ucraïna, Hongria, Sèrbia, Bulgària, els Balcans i especialment la República de Moldàvia. El nombre també inclou aproximadament 2,7-3,5 milions de romanesos a Europa occidental.
A més, la diàspora romanesa va sorgir com una poderosa força política a les eleccions des del 2009. Per a les eleccions presidencials del 2014, el vot a la diàspora estava poc organitzat i va provocar protestes a diverses ciutats europees importants. El vot de la diàspora va tenir un paper fonamental en el resultat final. 5 anys després, a les eleccions presidencials del 2019, el llavors candidat de centredreta i president en funcions Klaus Iohannis va ser novament votat aclaparadorament per la diàspora romanesa de tot el món.
A continuació es mostra una llista de romanesos ètnics declarats als països on viuen, amb exclusió dels que viuen a Romania i Moldàvia, però que inclouen aquells que viuen a Ucraïna (inclosa l'oblast de Txernivtsi), Sèrbia (inclosos els valacs), Hongria i Bulgària.
Les xifres es basen en dades estadístiques oficials dels estats respectius on resideixen aquests romanesos o, allà on aquestes dades no estiguin disponibles, es basen en estimacions oficials realitzades pel departament romanès per als romanesos de l'estranger (xifres d'Espanya, Itàlia, Alemanya, Regne Unit, França, Suècia, Portugal i Turquia són per a ciutadans romanesos i poden incloure individus de qualsevol ètnia).
Els romanesos ètnics estan presents principalment a Europa i Amèrica del Nord. No obstant això, hi ha romanesos ètnics a Turquia, tant a la part asiàtica com a la europea del país, descendents de colons valacs convidats per l'Imperi Otomà des de principis del segle xiv fins a finals del segle xix. Hi ha uns 2.000 immigrants romanesos al Japó des de finals del segle xx.

## Distribució per països

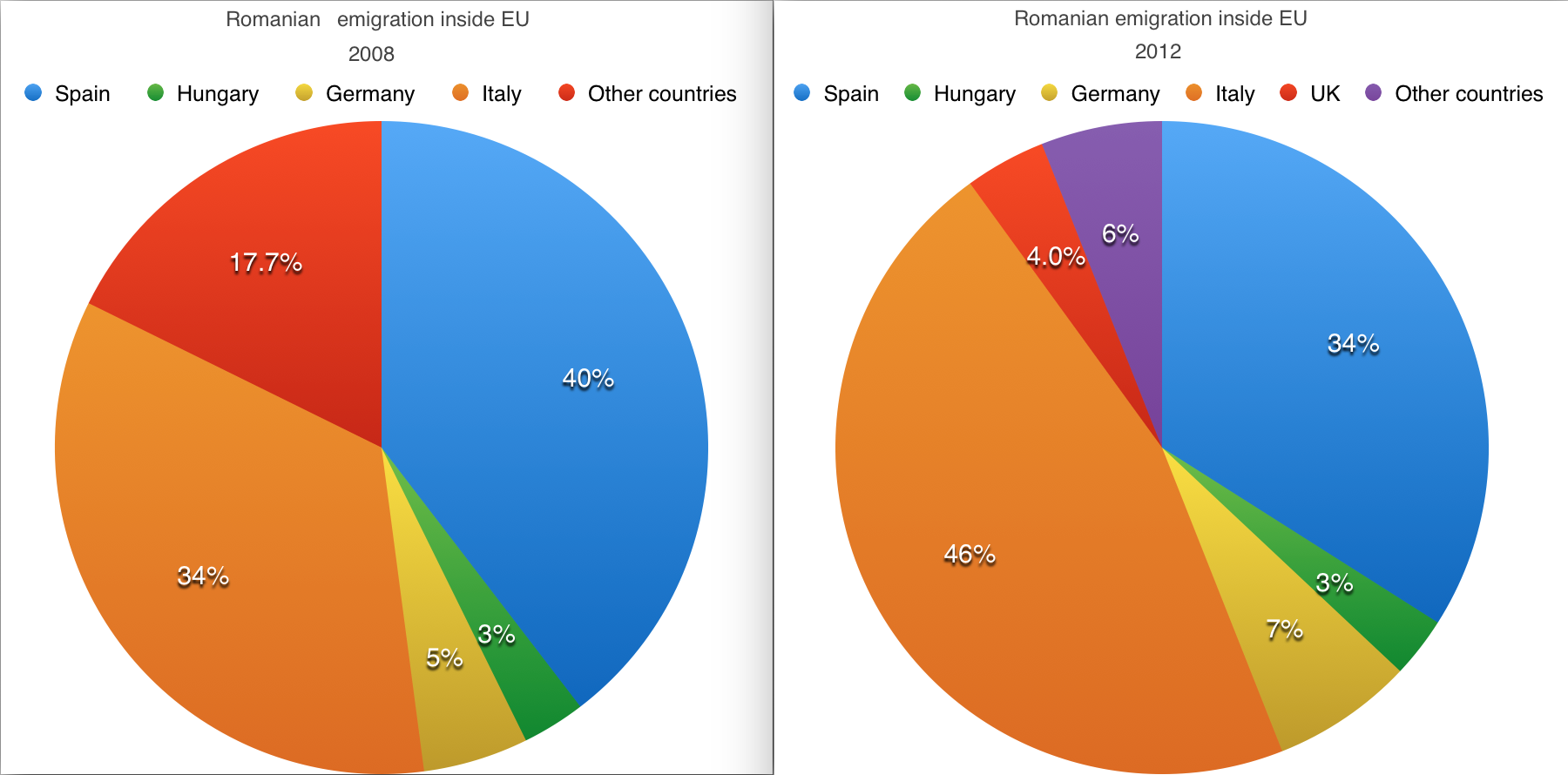
Diàspora romanesa a la UE entre el 2008 i el 2012

| País                   | Any  | Població                                          | Comentaris |
| ---------------------- | ---- | ------------------------------------------------- | --- |
| Italy                  | 2020 | 1.145.718                                         | Immigrants (118.516 moldaus addicionals) |
| Spain                  | 2020 | 1.079.726                                         | Immigrants (17.868 moldaus addicionals) |
| Germany                | 2020 | 799.180                                           | Immigrants (14.815 moldaus addicionals) (el nombre total de persones amb ascendència romanesa a Alemanya també inclou molts romanesos-alemanys) |
| Estats Units d'Amèrica | 2015 | 468.994 (ascendència) 165.199 (nascuts a Romania) | Immigrants |
| United Kingdom         | 2019 | 450.000                                           | Immigrants (18.000 moldaus addicionals) |
| Canada                 | 2016 | 238.050                                           | Immigrants (14.915 moldaus addicionals) |
| Ukraine                | 2001 | 150.989                                           | Indígena de Zakarpattia, Odessa i Chernivtsi (258.619 moldaus addicionals) |
| Austria                | 2020 | 123.461                                           | Immigrants, dels quals 36.000 viuen a Viena |
| France                 | 2016 | 118.400                                           | Immigrants |
| Belgium                | 2019 | 96.034                                            | Immigrants |
| Israel                 | 2020 | 86.200                                            | Immigrants (majoritàriament jueus romanesos) |
| Greece                 | 2011 | 46.523                                            | Immigrants (10.391 moldaus addicionals). També hi ha 209.000 aromans i 3.000 meglenoromanès a Grècia; tanmateix, no es consideren una minoria ètnica sinó lingüística/cultural. |
| Netherlands            | 2019 | 34.185                                            | Immigrants (986 moldaus addicionals) |
| Sweden                 | 2019 | 32.294                                            | Immigrants (938 moldaus addicionals) |
| Portugal               | 2018 | 30.504                                            | Immigrants (8.460 moldaus addicionals) |
| Hungary                | 2011 | 30.924                                            | Indígenes i immigrants |
| Serbia                 | 2011 | 29.332                                            | Indígena de Vojvodina i la vall de Timok (35.330 valaques addicionals i 243 cincars) |
| Ireland                | 2016 | 29.186                                            | Immigrants |
| Denmark                | 2017 | 24.422                                            | Immigrants (686 moldaus addicionals) |
| Cyprus                 | 2011 | 24.376                                            | Immigrants |
| Switzerland            | 2015 | 21.593                                            | Immigrants |
| Australia              | 2011 | 20.998                                            | Immigrants |
| Norway                 | 2019 | 18.625                                            | Immigrants |
| Czechia                | 2018 | 14.684                                            | Immigrants (a més 5.811 moldaus) |
| Kazakhstan             | 2009 | 14.666                                            | Desplaçats i deportats durant la Segona Guerra Mundial (inclosos els moldaus) |
| Turkey                 |      | 14.000                                            | Immigrants |
| Japan                  |      | 10.000                                            | Immigrants |
| Slovakia               | 2017 | 8.474                                             | Immigrants |
| Brazil                 |      | 7.393                                             | Immigrants i brasilers amb ascendència romanesa |
| United Arab Emirates   |      | 6.444                                             | Immigrants |
| Luxembourg             | 2019 | 5.209                                             | Immigrants |
| Jordan                 |      | 4.000                                             | Immigrants |
| Russia                 | 2010 | 3.201                                             | Immigrants/Desplaçats durant la Segona Guerra Mundial (586.122 moldaus addicionals) |
| New Zealand            |      | 3.100                                             | Immigrants |
| South Africa           |      | 3.000                                             | Immigrants |
| Qatar                  |      | 2.000                                             | Immigrants |
| Finland                | 2013 | 1.742                                             | Immigrants |
| China                  |      | 1.320                                             | Immigrants |
| Argentina              |      | 1.000                                             | Immigrants |
| Chile                  |      | 1.000                                             | Immigrants |
| Bulgaria               | 2011 | 891                                               | Indígena de la província de Vidin i parts del nord de Bulgària (3.684 valacs addicionals) |
| Palestine              |      | 850                                               | Immigrants |
| Kuwait                 |      | 696                                               | Immigrants |
| South Korea            |      | 634                                               | Immigrants |
| Mexico                 |      | 600                                               | Immigrants |
| Ethiopia               |      | 485                                               | Immigrants |
| Egypt                  |      | 420                                               | Immigrants |
| India                  |      | 400                                               | Immigrants |
| Singapore              |      | 400                                               | Immigrants |
| Paraguay               |      | 398                                               | Immigrants |
| Oman                   |      | 382                                               | Immigrants |
| Colombia               |      | 350                                               | Immigrants |
| San Marino             | 2018 | 283                                               | Immigrants |
| Monaco                 |      | 250                                               | Immigrants |
| Philippines            | 2019 | 209                                               | Immigrants |
| Uruguay                |      | 200                                               | Immigrants |
| Peru                   |      | 174                                               | Immigrants |
| Indonesia              |      | 155                                               | Immigrants |
| Venezuela              | 2020 | 150                                               | Immigrants |
| Thailand               |      | 106                                               | Immigrants |
| Cuba                   |      | 100                                               | Immigrants |
| North Macedonia        |      | 100                                               | Immigrants (9.900 romanesos addicionals i 2.100 meglenoromans) |
| Vietnam                |      | 100                                               | Immigrants |
| Lithuania              | 2011 | 77                                                | Immigrants |
| Pakistan               |      | 75                                                | Immigrants |
| Latvia                 | 2011 | 63                                                | Immigrants (1.919 moldaus addicionals) |
| Dominican Republic     |      | 30                                                | Immigrants |
| Liechtenstein          |      | 15                                                | Immigrants |
| Albania                |      |                                                   | Hi viuen fins a 300.000 romanesos, però les autoritats albaneses no els reconeixen com a minoria romanesa. |
| Total                  |      | 4.364.496                                         | L'estimació és la suma de les estimacions de tot el país enumerades. A això se sumen 1.618.650 persones pertanyents a grups ètnics que les autoritats romaneses afirmen formar part de la població romanesa (per exemple, moldaves, aromaneses, meglenoromaneses, istroromaneses). L'estimació total és d'uns 5,9 milions. |